# Anna Vida
Anna Vida (Budapest, 21 maggio 1985) è un'ex cestista ungherese.

## Carriera
Con l'Ungheria ha disputato i Campionati europei del 2009.